# Katowicka Hałda
Katowicka Hałda (niem. Kattowitzer Halde, pierwotnie Hałda Katowicka) – dawna kolonia robotnicza na obszarze historycznej gminy Brynów oraz historyczna część Katowic, położona w rejonie katowickiego Śródmieścia oraz Załęskiej Hałdy-Brynowa części zachodniej.

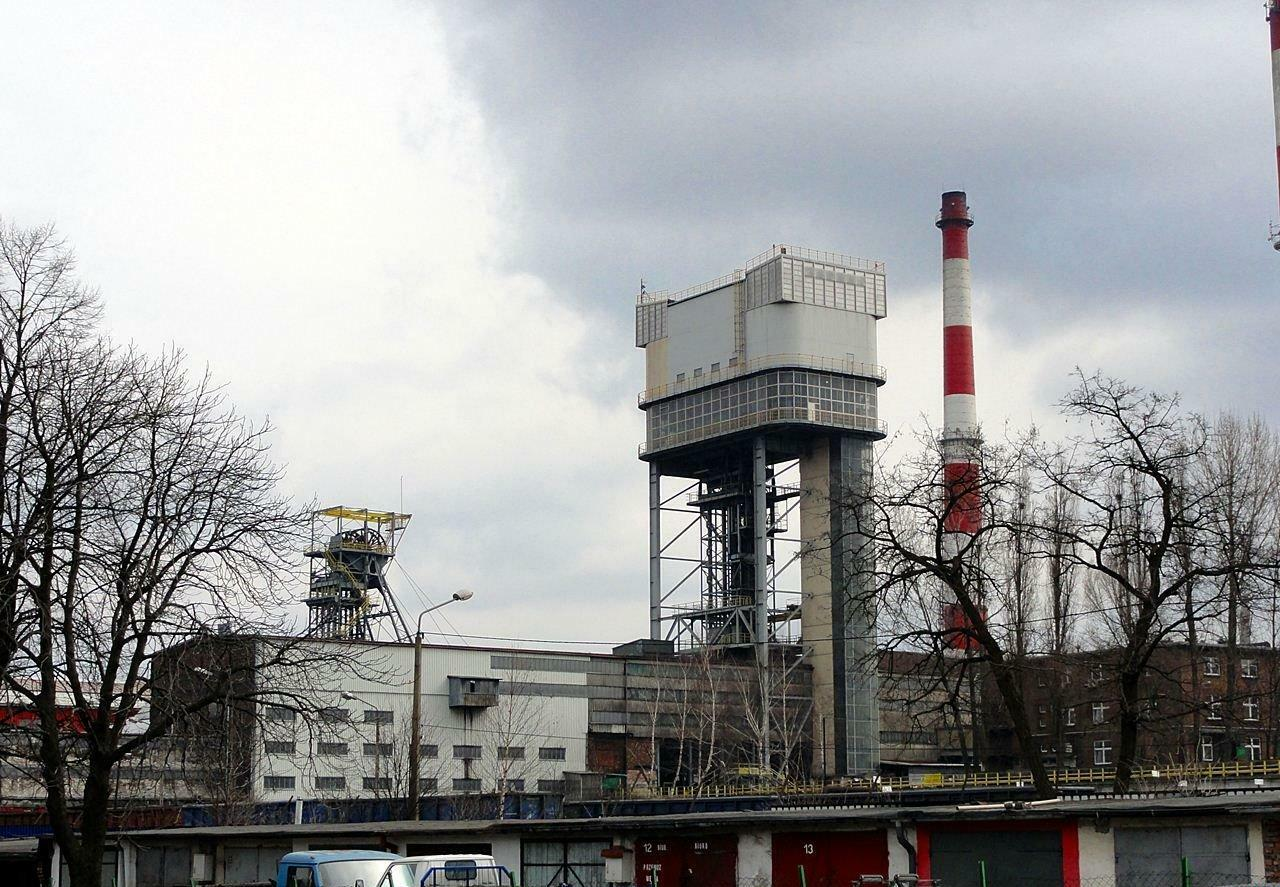
Ruch Wujek, będący częścią kopalni Staszic-Wujek, położony na terenie Katowickiej Hałdy

Katowicka Hałda powstała w pierwszej połowie XVIII wieku początkowo jako folwark, później przysiółek Katowic. W centrum przyszłego miasta Katowice licznie osiedlali się kupcy, rzemieślnicy i urzędnicy, którzy nie płacili podatków na budowę dróg, wodociągów, oświetlenia i na obiekty użyteczności publicznej. Wzrastały wydatki, które głównie ponosili chłopi z Katowickiej Hałdy i Brynowa. Protest chłopów, którzy nie chcieli ponosić kosztów na wydatki związane z budową przyszłego miasta spowodował, że w 1865 roku Katowicką Hałdę i Brynów, wydzielono z Katowic i utworzono osobną gminę Brynów. 
Na terenie osady już w pierwszej połowie XVIII wieku czynna była huta cynku Henrietta i kopalnia Beate. W 1899 roku oddano do eksploatacji kopalnię Oheim (obecnie Wujek). Spowodowało to szybki rozwój osady przemysłowej. W 1909 roku oddano do użytku dwa domy noclegowe, a w 1919 roku wzdłuż szosy do Mikołowa (obecnie ulica Mikołowska) wybudowano kolonię domów dla dozoru i robotników kopalni. Zastosowano typ zabudowy luźnej dwukondygnacyjnej, ponieważ domy stawiano na terenach, na których planowano wydobywanie węgla. Każdy budynek podzielony był na dwa mieszkania. Składał się z czterech ogrzewanych pokoi, kuchni, pokoiku dla dziewcząt, łazienki i ubikacji i pralni w piwnicy. Domy wykonane były z cegły, dachy pokryte dachówką ceramiczną. Mieszkania podłączone były do wodociągu i kanalizacji.
Dnia 15 października 1924 roku obszar Katowickiej Hałdy wraz z całym Brynowem został włączony do Katowic. W dwudziestoleciu międzywojennym w Katowickiej Hałdzie, przy ulicy Mikołowskiej 111, funkcjonowała Biblioteka TCL. Do 1978 roku zachował się najstarszy budynek osady – cechownia huty Henrietta, znajdująca się na terenach dzisiejszego parku im. Tadeusza Kościuszki.